# Rectoria de Sant Julià de Cabrera
La Rectoria de Sant Julià de Cabrera és una masia de l'Esquirol (Osona) inclosa a l'Inventari del Patrimoni Arquitectònic de Catalunya.

## Descripció
Masia clàssica de planta rectangular (10x7) coberta a dues vessants en paral·lel a la façana orientada a llevant. No presenta annexos, però té adossada pel sector S l'ermita. Consta de planta i dos pisos i està bastant reformada. La façana principal presenta un eix de simetria respecte al portal central i una porxada de fusta. La façana N presenta també un eix de simetria en les finestres. Les obertures tenen els emmarcaments de pedra picada i totxo. Els escairats són de pedra basta. La façana S presenta un portal, convertit en finestra, datat i amb inscripcions "EUDALT FONTANELLES 1729". A la façana O, hi ha un portal convertit també en finestra i datat de 1689.

## Història
Rectoria antiga molt malmesa a conseqüència dels terratrèmols del segle xv. Sembla que, en un emplaçament que no és l'actual, existí una altra rectoria possiblement del segle x.